# Cyryl Pejczinowicz
Cyryl Pejczinowicz (mac. Кирил Пејчиновиќ, bułg. Кирил Пейчинович; ur. ok. 1770 w Tearce, zm. 1845 w monasterze Leszok) – bułgarski mnich prawosławny, odnowiciel życia monastycznego w monasterze Leszok, pisarz, działacz odrodzenia narodowego Słowian macedońskich, wpisującego się w nurt bułgarskiego odrodzenia narodowego.

## Życiorys
Był synem chłopa Pejczina. Ukończył szkołę przy monasterze Leszok, następnie uczył się w monasterze Przeczystej Bogurodzicy w Kiczewie. Tam został postrzyżony na mnicha, przyjmując imię zakonne Cyryl, a następnie przyjął święcenia kapłańskie. Zamierzał podjąć pracę duszpasterską w cerkwi w Tetowie, jednak nie otrzymał na to zgody, toteż udał się do monasteru Marka.
Po dziesięciu latach życia w monasterze Marka hieromnich Cyryl został z niego wypędzony przez duchownych greckich. Udał się wówczas na Athos, a następnie w 1817 powrócił do zniszczonego monasteru Leszok. Uzyskał zgodę władz tureckich na jego odnowienie i został jego przełożonym z godnością igumena. Kierowany przez niego klasztor stał się ważnym ośrodkiem kultury i oświaty w Macedonii. Cyryl założył przy monasterze bibliotekę i ponownie otworzył szkołę.
Igumen Cyryl pisał opowiadania o charakterze moralizatorsko-religijnym, opisujące życie macedońskiej wsi. Tworzył w miejscowym dialekcie; inspiracją dla niego była działalność Sofroniusza, metropolity wraczańskiego. Język, którym się posługiwał, nazywał „ludowym bułgarskim”, "prostym bułgarskim z Dolnej Mezji" lub po prostu „prostym”, dla odróżnienia od liturgicznego cerkiewnosłowiańskiego. W 1816 w Budapeszcie wydany został zbiór jego modlitw i opowiadań pt. Zwierciadło (oryg. Огледало). Cyryl jest również autorem żywota księcia Łazarza Hrebeljanovicia, zbioru Utieszenije griesznym i krótkich wspomnień; sam również ułożył swoje wierszowane epitafium. Jego twórczość wpisywała się w pierwszą fazę odrodzenia kulturalnego Słowian macedońskich, które z uwagi na bliskość etniczną, językową i wspólną tradycję religijną było w tym okresie częścią bułgarskiego odrodzenia narodowego. 
Zmarł w monasterze Leszok i tam został pochowany.
25 marca 2022 r. Macedoński Kościół Prawosławny kanonizował Cyryla jako świętego mnicha. Od nazwy klasztoru, z którym był związany, nadano mu również przydomek Leszocki, z Leszoku. Dniem wspomnienia Cyryla został wyznaczony 25 marca. 